# Opt ilustrate din lumea ideală
Opt ilustrate din lumea ideală este un film documentar românesc din 2024 regizat de Radu Jude și filosoful Christian Ferencz-Flatz.

## Introducere
Compus în întregime din imagini și clipuri din reclame românești post-comuniste, Opt ilustrate din lumea ideală explorează condiția umană în contextul tranziției economice românești. Filmul este împărțit în opt segmente tematice urmate de un epilog.
Temele abordate sunt ca o călătorie prin trecutul României văzută prin prisma reclamelor.

## Producție
Post-producția documentarului a avut loc la sfârșitul anului 2023. Filmul a fost susținut parțial de un grant de la Centrul Român de Film. 

## Debut
Opt ilustrate din lumea ideală a debutat în afara competiției în secțiunea Fuori Concorso a celui de-al 77-lea Festival de Film de la Locarno (Elveția) pe 10 august 2024. Filmul a fost proiectat alături de o altă producție a lui Jude, Sleep #2, sub titlul Paradise Dreams: 2 Found-footage Films. 
În iulie 2024, Heretic a achiziționat filmul pentru distribuție internațională. Pe 3 decembrie 2024, filmul a debutat in Amsterdam la cinematograful studențesc Kriterion unde a fost primit cu râsete continue și o rundă de aplauze la final.